# Baseball Writers’ Association of America
Baseball Writers’ Association of America (BBWAA) – stowarzyszenie skupiające dziennikarzy, zajmujących się tematyką baseballową w gazetach, magazynach i na stronach internetowych. 
Stowarzyszenie powstało w 1908 roku by wspierać dziennikarzy, zajmujących się tworzeniem artykułów związanych z Major League Baseball. Utworzenie BBWAA miało również na celu zapewnienie im odpowiednich warunków pracy i dostępu do zawodników podczas meczów. Do 2014 roku zrzeszał ponad 700 członków. 
Członkowie BBWAA, którzy działają w stowarzyszeniu przynajmniej 10 lat, są odpowiedzialni za wybór zawodników do Baseball Hall of Fame. Ponadto za pośrednictwem stowarzyszenia co roku w drodze głosowania przyznaje się nagrody dla obydwu lig:
- Major League Baseball Most Valuable Player Award (dla najbardziej wartościowych zawodników)
- Cy Young Award (dla najlepszych miotaczy)
- MLB Rookie of the Year Award (dla najlepszych debiutantów)
- Manager of the Year Award (dla najlepszych menadżerów)
- Edgar Martínez Award (dla najlepszych designated hitterów)

W latach 1953–1962 przyznawano Sophomore of the Year Award, dla najlepszego drugoroczniaka w MLB.